# Херсонська обласна лікарня
Херсонська обласна лікарня — головна установа охорони здоров'я в Херсонській області. Надає кваліфіковану медичну допомогу жителям області та невідкладну допомогу.

## Історія

### Від заснування до сьогодення
Богоугодний заклад був заснований в Херсоні в 1820-х роках для потреб міського населення, а нагляд за ним був довірений Міністерству внутрішніх справ. У віданні Херсонського наказу громадського піклування перебували відкриті в місті Херсоні лікарня, будинок для божевільних, богодільня та сирітський будинок для дітей обох статей.
Між 1844 і 1847 роками за проектом губернського архітектора Кам'янецького в стилі пізнього класицизму був побудований комплекс будівель для богоугодних закладів. З відкриттям земських установ Богоугодні заклади перейшли у відання Губернського земства, яке поступово збільшувало число місць для пацієнтів та суму коштів на їх утримання. У 1872 році при богоугодному закладі було відкрито Херсонська земська фельдшерська школа. До кінця XIX століття лікарня була розширена до 120 місць; в різних її відділеннях працювали висококваліфіковані лікарі. Тут також знаходилося хронічне відділення земської психіатричної лікарні й Земський притулок вихованців для дітей-підкидьок.
У притулку було встановлено цілодобове чергування сестер милосердя. Періодично вони виходили і оглядали кам'яну лавку біля входу в притулок. На ній бідні жителі й сезонні робітниці залишали своїх дітей, яких не могли прогодувати. У притулку ж діти отримували все необхідне. На утримання вихованців притулку лише в 1915 році було виділено містом 56655 рублів. При богоугодній закладі діяла Благовіщенська домова церква.
У 1928 році Богоугодний заклад отримав нову назву — Народна лікарня № 1, а згодом — Херсонська обласна лікарня.
В 1993 році в ортопедо-травматологічному відділенні вперше в Україні проведено ендопротезування колінного та плечевого суглобів.
В 1997 році лікарями Херсонської обласної клінічної лікарні вперше в Україні зроблено лапароскопічне видалення селезінки.
У 1998 році лікарня одна із перших пройшла державну акредитацію та отримала вищу акредитаційну категорію та ліцензію на медичну практику. У цьому ж році лікарні присвоєно статус клінічної.
У 2003 році за результатами рейтингової оцінки міжнародної іміджевої програми «Лідери XXI сторіччя» лікарня визнана найкращим закладом охорони здоров'я України.

### Російсько-українська війна
29 листопада 2022 року російські військові пошкодили з артилерії Херсонську обласну клінічну лікарню. Було багато розбитих вікон. Ніхто не постраждав і не загинув. 

23 грудня 2022 року російські військові знову завдали шкоди Херсонській обласній клінічній лікарні. Вибито вікна, пошкоджено вхідну групу будівлі. Зруйновано гінекологічне відділення та амбулаторію. Також пошкоджено лікарняний автомобіль.

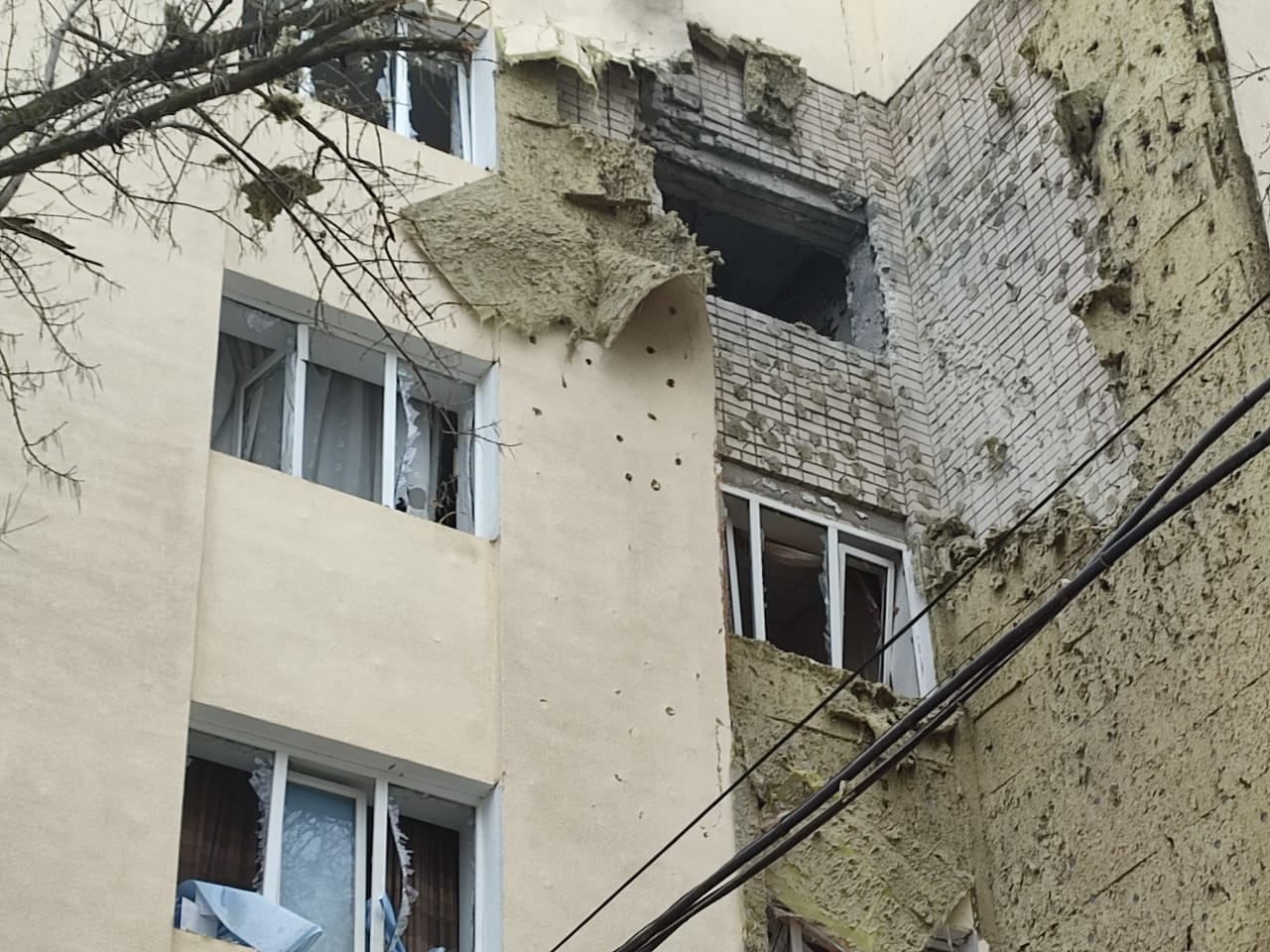
Після обстрілу, 29 січня 2023 року

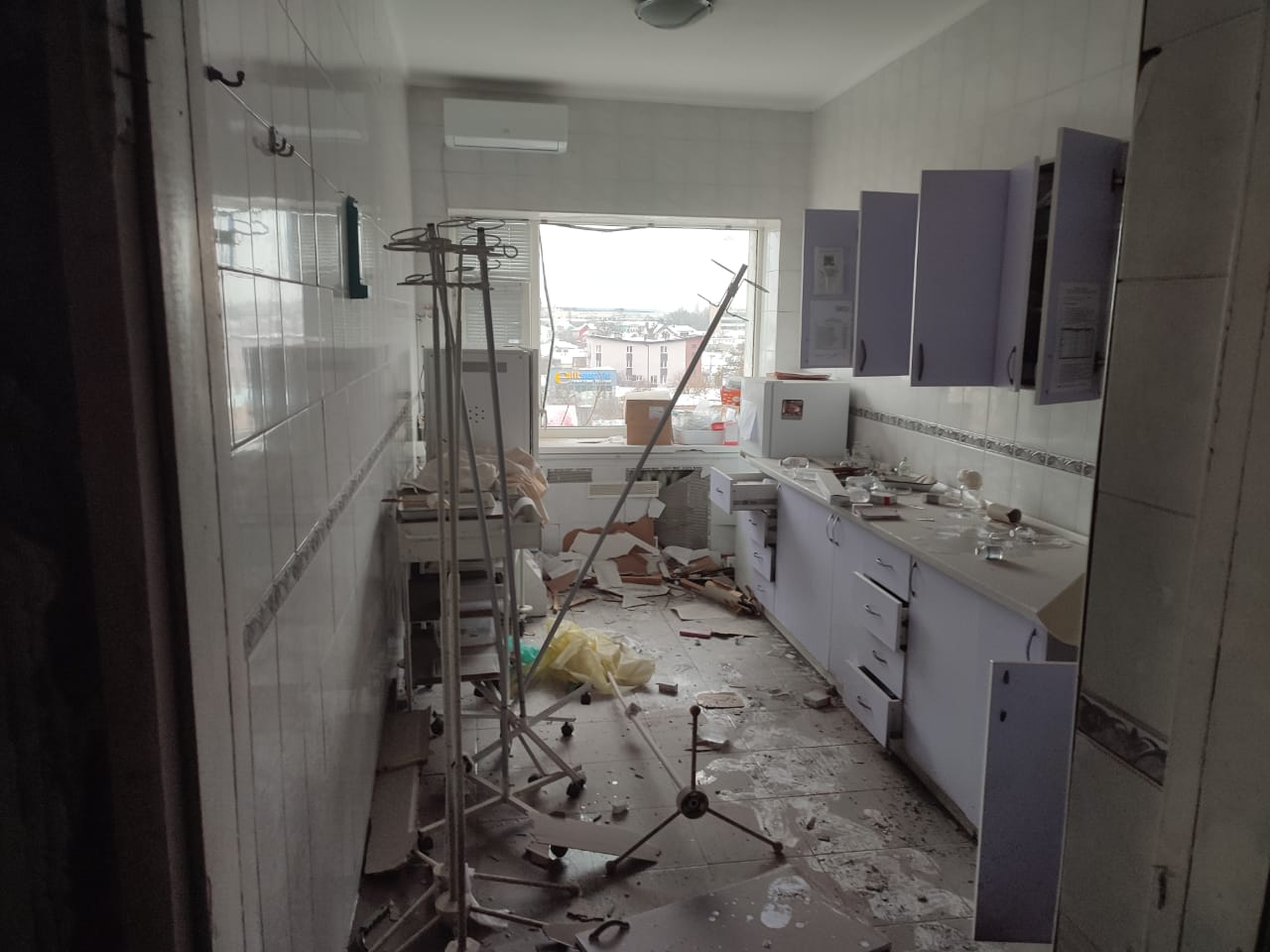
Приміщення лікарні після обстрілу, 29 січня 2023 року

29 січня 2023 року в третє була пошкоджена російським обстрілом, поранено медсестру.

### Видатні лікарі
- Монтвіло Е. А.
- Герман М. М.
- Вороний Ю. Ю. — вперше у світі виконав пересадку нирки
- Юрженко П. І.
- Сафроненко Г. Д.
- Гордєєв В. І.

## Сучасність
Одним із головних пріоритетів лікарні є забезпечення високого рівня спеціалізованої медичної допомоги сільським мешканцям. Щороку в лікарні стаціонарно лікуються близько 19 тисяч хворих, з яких 70 відсотків складають жителі сільських районів.
Питома вага жителів села на прийомі у лікарів консультативної поліклініки сягає 60 відсотків. Враховуючі значну віддаленість більшості сільських районів від обласного центру, головний акцент робиться на наближенні спеціалізованої допомоги до жителів села шляхом застосування виїзних форм роботи.
Якість медичної допомоги насамперед обумовлена рівнем кваліфікації медичних кадрів. Тому значна увага приділяється підвищенню кваліфікації медичних кадрів. За рівнем атестованості кадрів лікарня займає провідне місце в області. За даними 2010 року в лікарні атестовано 90,8% лікарів. Із загальної кількості атестованих лікарів вищу категорію мають 115, або 58,4%, першу 56 — 28,4% та другу 26 — 13,2%. Відсоток атестованих середніх медичних працівників становить 78,5%.
Колектив пишається багатьма провідними спеціалістами лікарні, які визначають якісний рівень медичної допомоги населенню області, активно працюють над впровадженням у практику роботи лікарні нових методів діагностики та лікування. Серед них сім кандидатів медичних наук та чотири Заслужених лікарів України (В. Л. Клименко, О. І. Коваль, Т. Л. Триус, Яремченко О. Ю.), а також Заслужений працівник охорони здоров'я України — головна медична сестра Кузнецова Є. С.
На базі хірургічного, гінекологічного та гастроентерологічного відділень функціонують філії кафедр Кримського медичного університету ім. С. І. Георгієвського з підготовки лікарів інтернів. Щорічно у відділеннях лікарні проходять курси стажування та інформації 150—170 лікарів закладів охорони здоров'я області. Переважна більшість це лікарі, які працюють в центральних районних лікарнях. З метою покращення якості підготовки для лікарів-інтернів розроблені програми стажування та тести щодо оцінки набутих знань.

### Відділення
- пульмонологічне
- гастроентерологічне
- ендокринологічне
- ревмокардіологічне
- гематологічне
- неврологічне
- допологової підготовки
- акушерське
- гінекологічне
- хірургічне
- ортопедія і травматологія
- нейрохірургічне
- стоматологічне
- урологічне
- офтальмологічне
- оториноларингологічне
- опікове
- анастезіологічне
- відділення функціональної діагностики
- ендоскопічне відділення
- центр діагностики
- відділення ультразвукової діагностики
- патологоанатомічне відділення
- відділення сердцево-судинної хірургії
- відділ автоматизованих систем управління
- центр інтервенційної радіології (ендоваскулярної хірургії)
- центр планування сім'ї та репродукції людини
- поліклінічне відділення
- відділення радіонуклідної діагностики та МР-томографії
- фізіотерапевтичне відділення